# Lepanthes semilaminata
Lepanthes semilaminata är en orkidéart som beskrevs av Carlyle August Luer och Alexander Charles Hirtz. Lepanthes semilaminata ingår i släktet Lepanthes och familjen orkidéer. Inga underarter finns listade i Catalogue of Life.